# Timbío
Timbío es un municipio de Colombia ubicado en el departamento del Cauca situado a 13 kilómetros de Popayán, la capital del departamento. Perteneciente al área metropolitana de Popayán.

## Toponimia
El vocablo Timbío está formado por el monosílabo Tim de origen Quechua, que significa unión o relación y por el bisílabo Bio de origen Pubenés, que significa río o fuente, por lo tanto, Timbío: unión de dos ríos (Chambío y Timbío). El cacique Timbío cuya descendencia llegó hasta el año 1677, tomó su nombre del lugar donde vivió.

## Historia
La población tiene su origen después de la batalla de Mastales, llevada a cabo entre españoles y nativos pubenenses en la vereda Las cruces de este municipio en el año 1535. Por lo que el 1 de noviembre de este año en señal de victoria celebran una misa conmemorativa por la festividad cristiana del Día de todos los Santos. Sin embargo no fue un acto oficial de fundación como se ha creído. En esta ceremonia religiosa estuvo presente Juan de Ampudia, Pedro de Añasco y la tropa española que disponía continuar al norte en busca de El Dorado.

## División Político-Administrativa
Además de su Cabecera municipal. Timbío tiene bajo su jurisdicción los siguientes Centros poblados:
- Alto San José
- Cruces
- Las Huacas

## Datos geográficos
- Extensión total: 205 km²
- Extensión área urbana: 1.3 km²
- Extensión área rural: 203.7 km²
- Altitud de la cabecera municipal (metros sobre el nivel del mar): entre 1000 y 2000 metros
- Temperatura media: promedio entre 16 °C y 23 °C
- Altura:  1850 m s. n. m.

### Flora y fauna
La mayor parte de la vegetación natural ha desaparecido dando lugar a las actividades agropecuarias. Subsisten en las orillas de los ríos los bosques de galería, rastrojos, matorrales, guaduales, cañabraba, yarumo, balso, nacedero, cascarillo, fresno, arrayán,.lechero, guarango, roble, etc. existe el bosque artificial con fines ecológicos con especies introducidas como el pino y el eucalipto.
La distribución de la fauna se halla determinada por la vegetación que le proporciona alimento y abrigo. Mamíferos: aún subsiste el guatín y venados en caños de los ríos Quilcacé y Piedras, armadillo y perro de monte en Quilcacé y Pan de Azúcar, también conejos y ardillas.

### El fenómeno de la seda en Timbio
El cultivo de la morera y el desarrollo de la actividad textil en Timbío, llegó en la década de los ochenta gracias a la Federación Nacional de Cafeteros, quienes buscaron alternativas a la crisis cafetera iniciada en los setenta.
Durante el proceso de consolidación de la actividad recibieron apoyo de entidades de Japón, Corea, China y de Artesanías de Colombia
La siembra de la morera, la cría del gusano de seda, la extracción del filamento e hilatura, la elaboración de los tejidos en telares manuales de 4 marcos, marcos de puntillas, un telar semi industrial y la comercialización de los productos elaborados en seda, se ha ido consolidando a través de la participación de mujeres y hombres que dejaron la actividad cafetera, mujeres cabeza de hogar y personas que encontraron en la sericultura una oportunidad para mejorar su calidad de vida dentro de sus lugares de origen. 

## Economía

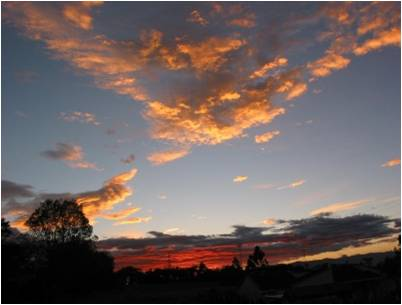
Atardecer en Timbio.

El municipio de Timbío ha orientado su actividad económica hacia el sector agropecuario, presentando rendimientos bajos y subutilización de los suelos: en la actividad agrícola se nota una leve disminución en los cultivos semestrales, pero es notorio el aumento de la superficie sembrada en el segmento de los cultivos anuales principalmente en los permanentes, destacándose el café con 2295 hectáreas, fríjol 301 hectárea, plátano 237 hectáreas, yuca 220 hectáreas y maíz 180 hectáreas.

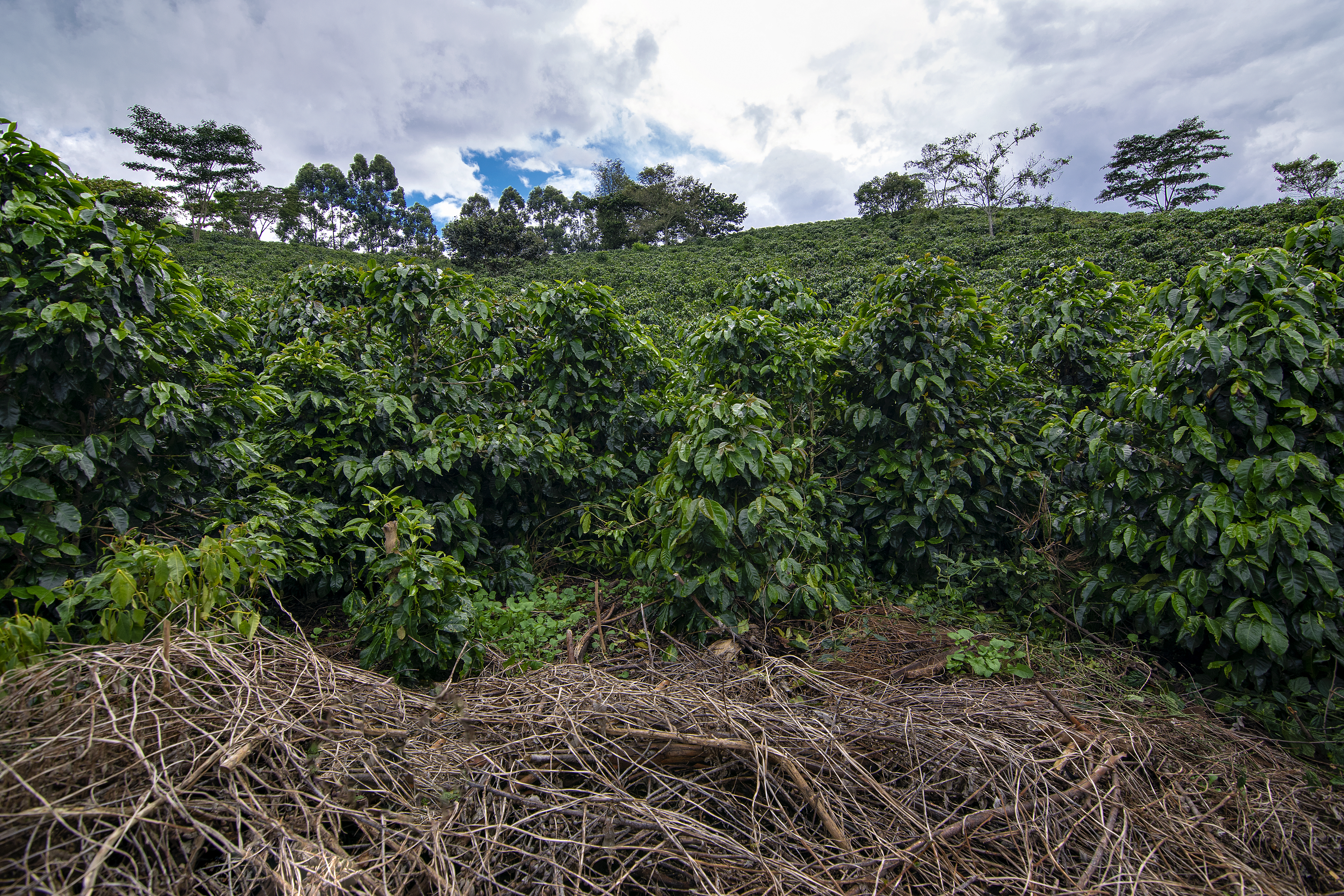
Economía cafetera. Timbío Cauca. foto: Lizeth Caicedo

Desde el año 1994 es notorio el cultivo de tomate bajo invernadero, calculándose la existencia de unos 250 invernaderos aproximadamente, que producen tomate de buena calidad.
En el campo pecuario se maneja el ganado bovino y algunas especies menores como conejos y gallinas.

## Paisajes

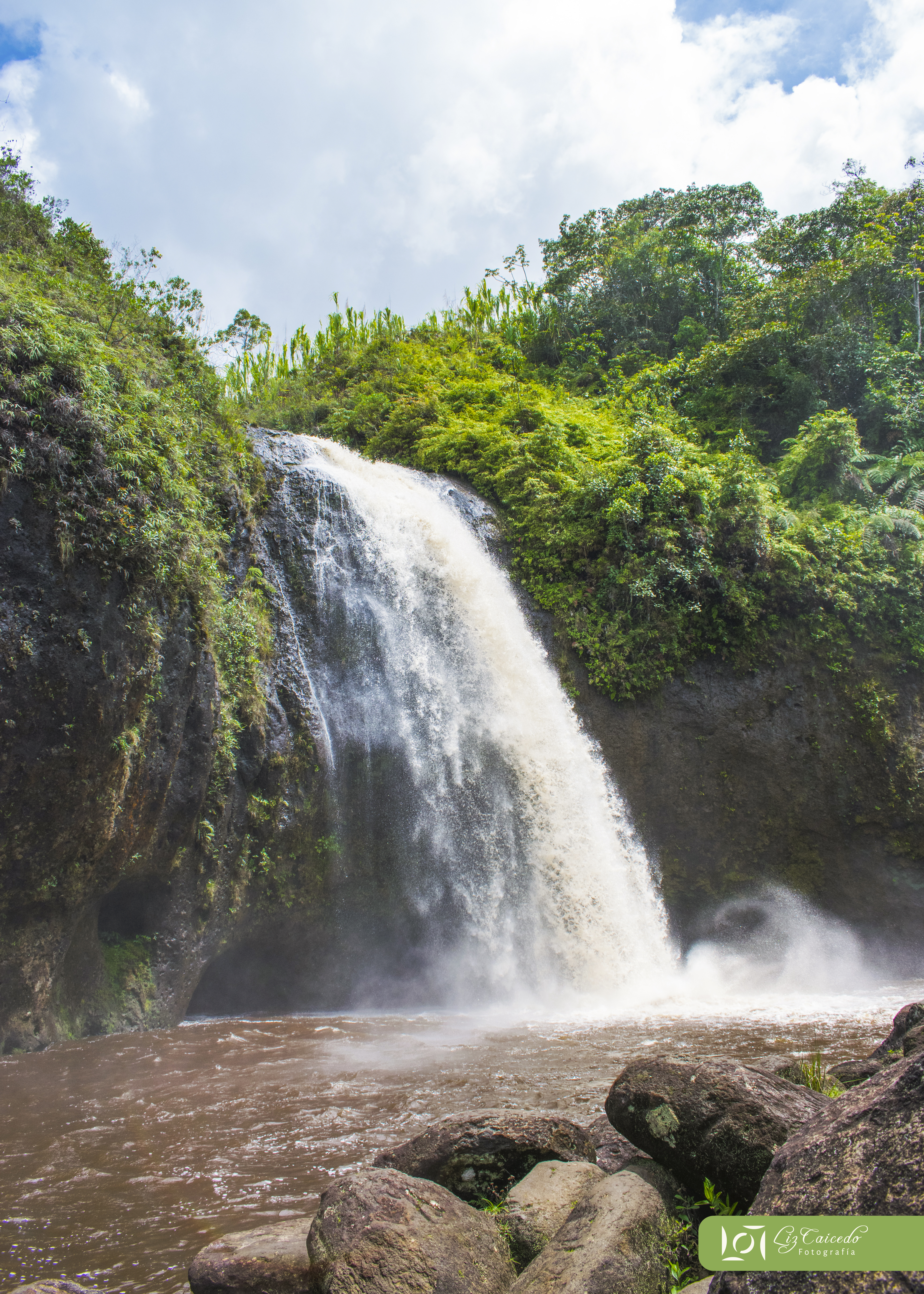
Cascada la Chorrera
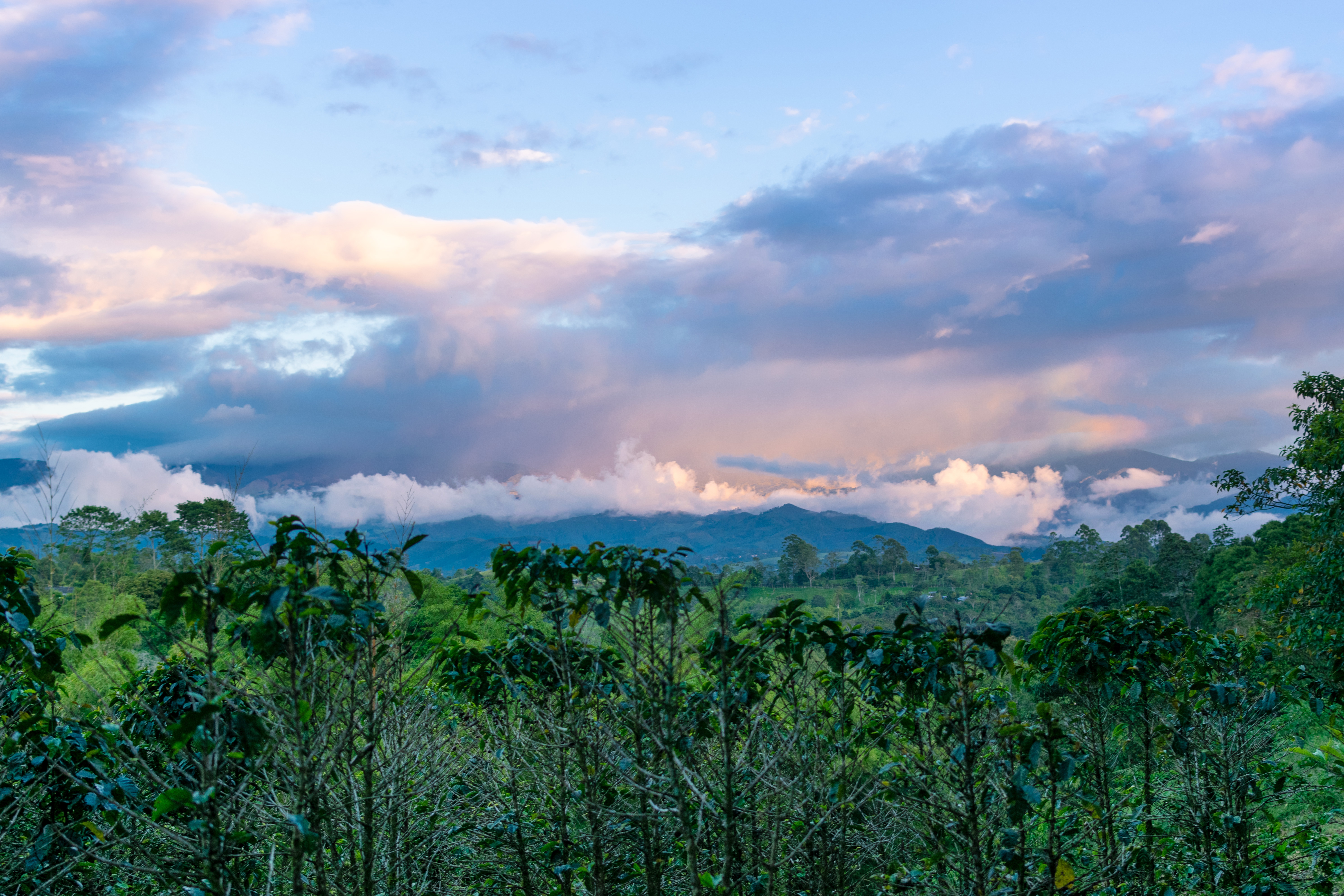
Paisaje cafetero timbiano
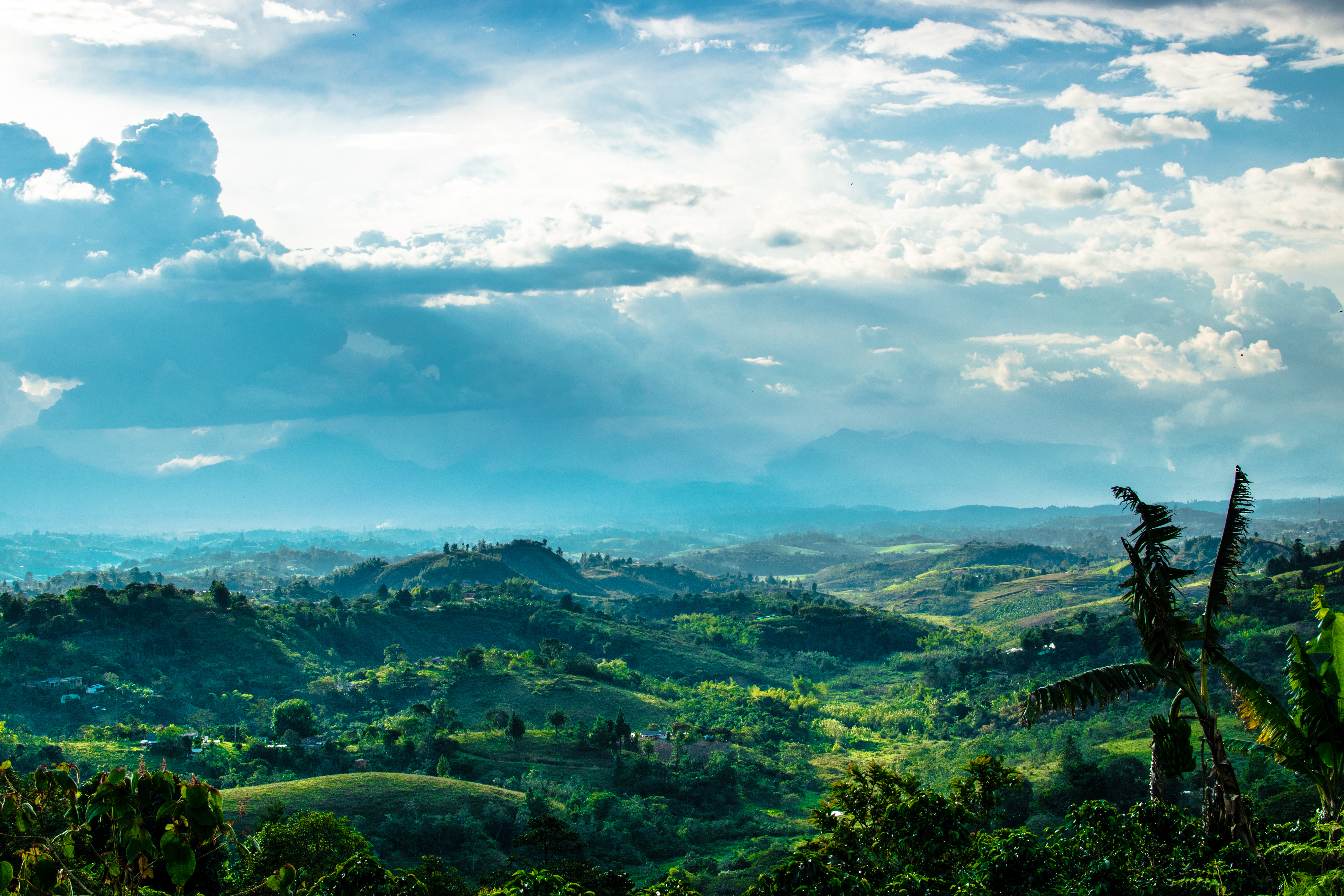
vereda Quíntero Timbío.

## Servicios públicos
- Energía Eléctrica: Compañía Energética de Occidente, es la empresa prestadora del servicio de energía eléctrica.
- Gas Natural: Alcanos de Colombia, es la empresa distribuidora y comercializadora de gas natural en el municipio.